# 劳托卡

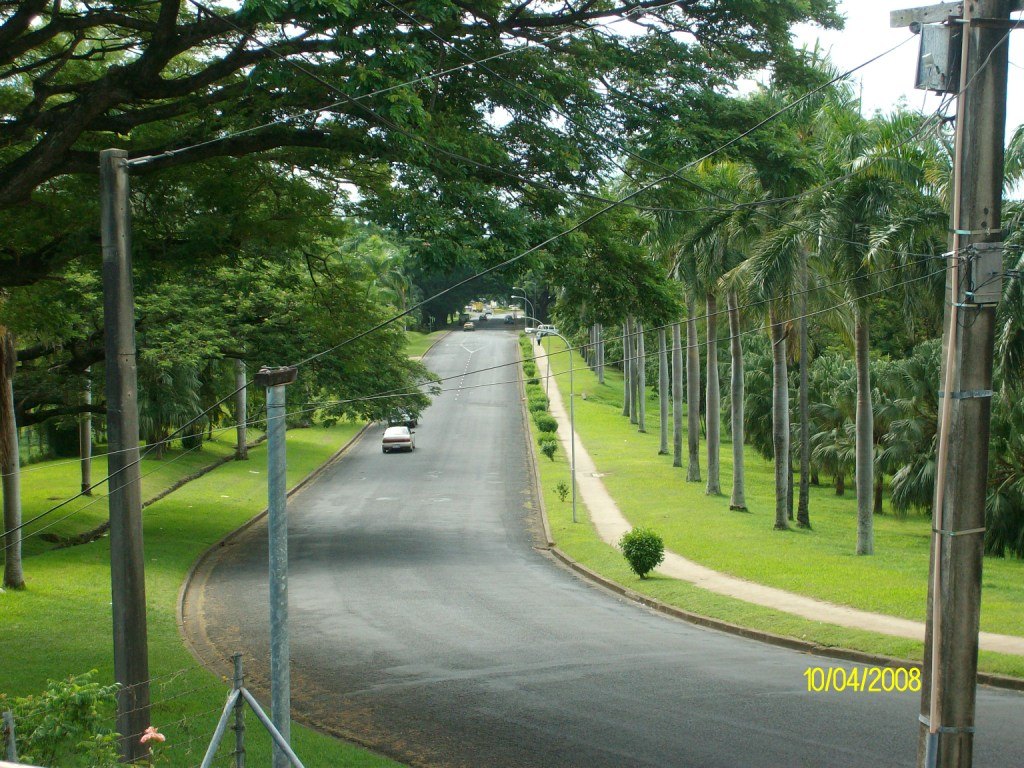
劳托卡景观

劳托卡（發音：[lɔu̯toka]）是斐济第二大城市，位于维提岛西部，楠迪以北24公里。劳托卡面积16平方公里，人口52,220 (2007年)。

## 政治
1929年，劳托卡成为一个镇。1977年2月，升格为市。目前，劳托卡为斐济西部区唯一的市。